# World in Motion
『World in Motion』 (ワールド・イン・モーション)は、TOKYO FMをキーステーションにJFN系列全国ネットで放送されていたラジオ番組。2005年10月3日放送開始。2006年9月29日終了。

## 放送時間
7:00 - 7:07 （月曜 - 金曜、『Eyes on Japan』の1コーナーとして放送）

## 出演
- 七尾藍佳
- 谷中修悟

ともに『Eyes on Japan』パーソナリティ

## 放送内容
- 7:00　時報
- JFN共通ジングルor各局のジングル（TFMでは時刻をアナウンスするジングル）
- オープニング（提供クレジット）
- ヘッドラインニュース
- WORLD LOUNGE（今日の話題）

CM
- 7:07　エンディング（提供クレジット）

その後『聖教新聞プラネット・グラフィティ』(CM扱いなのでタイムテーブルには記載がない) と続き、TOKYO FMローカルではその後にTRAFFIC REPORT（交通情報）がある。